# Józef Małachowski (kasztelan inowłodzki)
Józef Małachowski herbu Nałęcz (ur. ok. 1673, zm. 1717) – kasztelan inowłodzki w latach 1711-1717, starosta opoczyński w latach 1698-1711.
Syn Franciszka i Anny Grabskiej, brat Stanisława.
Ożenił się w 1706 r. z Marianną Złotnicką, pochowaną w Krakowie w kościele pijarów 13 grudnia 1745 r. Ojciec Anny, żony Bogusława Złotnickiego, miecznika kaliskiego i Adama Leona Małachowskiego, krajczego koronnego. Przedstawiciel szlacheckiego rodu Małachowskich herbu Nałęcz.